# Sunscreem
Sunscreem is een Britse band die dancemuziek maakt. De groep kende wisselende bezettingen maar toetsenist Paul Carnell en zangeres Lucia Holm vormen de basis van de groep. Daaromheen maakten ook Darren Woodford, Rob Fricker en Sean Wright deel uit van de groep. Sunscreem is vooral bekend van de nummers Love U More, Perfect Motion en Please save me.

## Geschiedenis
Sunscreem ontstond in 1990. Paul Carnell (1962) werd in de vroege jaren tachtig actief in de muziekscene en runde een korte tijd een label, dat echter al snel failliet ging. Tijdens de opkomst van de housemuziek vormde hij met Lucia Holm en Darren Woodford de band Shot the rapids. In 1989 begonnen ze met het formeren van een nieuwe band. Via via kwamen Rob Fricker en Sean Wright erbij om begin 1990 van start te gaan. Voor de liveact lieten ze zich bijstaan door de dj's Aldo Soldani en Dave Velentine. Begin 1991 kreeg de groep een contract bij een sublabel van Sony. Die zag in de band een raveversie van Blondie.
De eerste single werd Love U More. Deze groeide al snel uit tot een nummer 1-hit in de Amerikaanse dancecharts en werd ook in de hitlijsten in eigen land genoteerd. In 1993 verscheen het album O3. Hierop een mix van house, rave en popinvloeden. Het album bereikte ook de 36e plek van de Amerikaanse albumcharts. In deze periode werden ook Broken English, een cover van Marianne Faithfull, en Perfect Motion hits. Perfect Motion werd mede populair door andere remixes van Leftfield en Heller & Farley. Die laatste kwam ook terecht op de Renaissance-compilatie van Sasha en John Digweed. Het album verkocht in de Verenigde Staten zo'n 300.000 keer.
Het tweede album kwam moeizaam tot stand, door het vertrek van Sean Wright en doordat Aldo Soldani verongelukte. In 1995 kwam er een reeks nieuwe singles, waarover Exodus en White skies. Deze waren een voorbode van het album Change or die, dat hetzelfde geluid liet horen. Niet lang daarna verscheen ook het zeer gelimiteerde album New dark times als cadeau voor de fanclub. In de tussentijd was het nummer Love U More een grote hit geworden door een cover van Paul Elstak. Het is ook deze versie die in Nederland veruit het meest bekend is. Later maakte ook Rollergirl een cover. Intussen was Sunscreem met onenigheid weggegaan bij Sony. Ze stapten over naar het dancelabel Pulse-8. Het derde album zou Out of the woods moeten gaan heten, maar een faillissement van het label zorgde ervoor dat het nooit verscheen.
Een kortstondige comeback was er in 2001 toen Sunscreem samen met de Belgische producer Push het nummer Please save me opnam. Dit nummer werd ook in Nederland een hit. Het nummer stond op het album Ten mile bank, waarop enkele nieuwe nummers met onuitgebracht materiaal werden samengebracht. Daarna werd het stil rondom de band. Deze was geruisloos uiteen gevallen. Holm duikt in 2008 nog op bij het project Urban Astronauts van Matt Darey.
Sunscreem kwam in 2008 echter weer bijeen om bij een rave op te treden. In 2009 verscheen ook een compilatiealbum. In 2015 verscheen er na veertien jaar weer een nieuw studioalbum. Sweet Life werd in eigen beheer uitgebracht.

## Discografie

### Albums
- O3 (1993)
- Change or die (1995)
- New dark times (1996)
- Ten mile bank (2001)
- Love U More (The Very Best Of Sunscreem) (compilatie) (2009)
- Sweet Life (2015)

### Singles
| Single met eventuele hitnotering(en) in de Nederlandse Top 40 | Datum van verschijnen | Datum van binnenkomst | Hoogste positie | Aantal weken | Opmerkingen                        |
| ------------------------------------------------------------- | --------------------- | --------------------- | --------------- | ------------ | ---------------------------------- |
| Please Save Me                                                |                       | 02-03-2002            | 36              | 2            | met Push / Dancesmash op Radio 538 |